# Minilab
 (décembre 2013).
Si vous disposez d'ouvrages ou d'articles de référence ou si vous connaissez des sites web de qualité traitant du thème abordé ici, merci de compléter l'article en donnant les références utiles à sa vérifiabilité et en les liant à la section « Notes et références ».
Le minilab est un laboratoire photo miniaturisé, qui a la particularité de permettre le travail de tirage d'épreuves photographiques sur papier

## Historique
Le premier « Minilab » a été inventé par l'inventeur français André Milovanovitch et breveté en 1958. Un prototype du Microlab a fonctionné de 1963 à 1969 dans une grande surface parisienne (Inno), mais l'inventeur ne trouvera aucun industriel pour commercialiser cette invention. Le brevet n°776355 "Perfectionnements aux appareils automatiques d'impression et traitement des épreuves photographiques noir et couleur" basculera dans le domaine public en 1978. 
Le 21 octobre 1958, l'inventeur : Jean-Alfred-Alphonse GARDIN (photographe généraliste établis à Saint Just en Chaussée - Oise - France), dépose un Brevet d'invention en France pour un "Perfectionnement aux tireuses optiques pour papier photographique en rouleau" Délivré le 26 octobre 1959 enregistré dans les services de la propriété industrielle du Ministère de l'Industrie de la République Française, sous le N° 1.213.158 - G03d, l'expiration du brevet étant prévue pour le 21 octobre 1978. Publié le 29 mars 1960.Trois premières machines tirage et de finition furent construites et utilisées par les laboratoires de l'inventeur et de ses enfants, ce qui a permis d'en constater l'efficacité.l'invention d'abord proposée sur plan pour la réalisation par d'éventuels constructeurs amateurs, (annonce dans le journal professionnel "Le Photographe") n'a pas été suivi de succès, jusque l'invention arrive aux oreilles des commerciaux de la société AGFA France, qui Commercialisa le concept sous le nom de TEXOMAT pour la tireuse et PERFORA pour la machine de finition cette dernière permettant la livraison de photos sous forme de carnet. près de 700 machines furent vendues en France permettant de répondre au nouveau format nommé "Grande-Copie" à l'instar du tirage auparavant utilisé en contact sur le négatif. ces machines furent déclinées en trois versions dont un dernier modèle pour la photographie en couleur.  
La société Kis France et son dirigeant, Serge Crasnianski ont ensuite présenté en 1981 leur version du Minilab au salon de la photo. Le concept a été repris et développé également par les japonais (Noritsu, Fuji, Konica, Copal), puis d’autres nationalités avec des constructeurs comme Agfa, Gretag, Durst ou San-Marco.
En 1981, l'ouverture du premier minilab Noritsu en France par un photographe indépendant a eu lieu à Aix-en-Provence au laboratoire Aixpress Photo.
Ce qui fait son succès, immédiat, c’est le concept « Photos en une heure » : le développement des films et des papiers se fait dans des machines étanches à la lumière, les opérateurs ne soulevant les capots que pour l’entretien périodique du matériel. On pouvait donc désormais installer un minilab dans n’importe quel magasin ou grande surface. Cette possibilité déjà présente en 1958 avait été alors ignorée par ces mêmes magasins. 
La deuxième révolution du minilab a été l’apparition des « minilabs numériques ». Ceux-ci exposent les photos suivant une technologie numérique, mais sur un papier photo argentique développé de façon traditionnelle dans des bains photochimiques.
Ils se différencient en cela des systèmes d’impression à jet d’encre, ou à transfert de colorants, qui sont beaucoup plus coûteux, et beaucoup plus lents en termes de productivité (pour l’instant).